# Джимбин
Джимбин (также зумбун, джимбинава; англ. jimbin, zumbun, jimbinawa; самоназвание: vina zumbun) — чадский язык, распространённый в центральных районах Нигерии. Входит в группу северные баучи (варджи, па’а-варджи) западночадской языковой ветви.
Численность говорящих — около 2000 человек (1995). Язык бесписьменный.

## Классификация
В соответствии с классификацией чадских языков, предложенной американским лингвистом П. Ньюманом, язык джимбин входит в группу варджи (северные баучи) (или B.2) подветви баучи-баде западночадской языковой ветви вместе с языками дири, кария, мбурку, мия, па’а, цагу и варджи. Эта классификация приведена, в частности, в справочнике языков мира Ethnologue.
В классификации, предложенной в базе данных по языкам мира Glottolog, показаны некоторые особенности генетических связей внутри группы северные баучи, или B.2. Наряду с языком джимбин группу западночадских языков B.2 образуют языки аджава, чивогай (цагу), дири, мбурку (мбуруку), па’а, сири и кластер варджи-гала-кария.
В классификациях афразийских языков чешского лингвиста В. Блажека и британского лингвиста Р. Бленча язык джимбин также включается в объединение северные баучи, или варджи, которое сближается в рамках ветви баучи-баде с языками баде-нгизим.
Так, в классификации В. Блажека язык джимбин отнесён к подгруппе языков северные баучи наряду с языками варджи, па’а, сири, дири, мия, мбурку, кария и цагу. Подгруппа северные баучи при этом вместе с подгруппой баде-нгизим образуют в данной классификации одну из двух групп наряду с группой южные баучи, которые входят в свою очередь в одну из двух подветвей западночадской языковой ветви.
В классификации Р. Бленча язык джимбин вместе с языками дири, па’а, сирзаквай (варджи), кария, мбурку, мия, сири и чивогай (цагу) отнесён к подгруппе варджи, которая вместе с подгруппой баде образует группу баде-варджи, противопоставленную группе заар, в составе подветви западночадских языков В.
Классификация, в которой язык джимбин включается в группу северные баучи, или па’а-варджи, подветви баучи-баде приводится также в работе С. А. Бурлак и С. А. Старостина «Сравнительно-историческое языкознание» и в статье В. Я. Порхомовского «Чадские языки», опубликованной в лингвистическом энциклопедическом словаре.

## Лингвогеография

### Ареал и численность
Область распространения языка джимбин размещена в центральной Нигерии на территории штата Баучи — в районе Даразо, главным образом, в селении Джимбин и его окрестностях.
Ареал джимбин со всех сторон, кроме северо-западной, окружён ареалом западночадского языка хауса. На северо-западе к ареалу джимбин примыкает ареал близкородственного языка группы северные баучи цагу.
Численность носителей языка джимбин по данным 1971 года составляла 1500 человек. Согласно данным справочника Ethnologue, численность говорящих на языке джимбин в 1995 году достигала 2000 человек. По современным оценкам сайта Joshua Project численность носителей этого языка составляет 3800 человек (2017).

### Социолингвистические сведения
Согласно данным сайта Ethnologue, по степени сохранности язык джимбин относится к так называемым стабильным, или устойчивым, языкам, поскольку этот язык используется в устном бытовом общении представителями этнической общности джимбин всех поколений, включая младшее. Стандартной формы у языка джимбин нет. Большинство представителей этнической общности джимбин придерживается традиционных верований, имеются также группы мусульман (10 %) и христиан (8 %).

### Диалекты
Согласно сведениям Р. Бленча, диалектом языка джимбин предположительно является идиом вудуфу.